# Ribordone
Ribordone is een gemeente in de Italiaanse provincie Turijn (regio Piëmont) en telt 81 inwoners (31-12-2004). De oppervlakte bedraagt 44,2 km², de bevolkingsdichtheid is 2 inwoners per km².

## Demografie
Ribordone telt ongeveer 61 huishoudens. Het aantal inwoners daalde in de periode 1991-2001 met 28,8% volgens cijfers uit de tienjaarlijkse volkstellingen van ISTAT.
| Jaar | Inwoneraantal |
| ---- | ------------- |
| 1991 | 118           |
| 2001 | 84            |

## Geografie
Ribordone grenst aan de volgende gemeenten: Ronco Canavese, Locana, Sparone.
1. ↑  https://demo.istat.it/?l=it.